# Brycinus imberi
Brycinus imberi е вид лъчеперка от семейство Alestidae. Видът не е застрашен от изчезване.

## Разпространение
Разпространен е в Ангола, Буркина Фасо, Бурунди, Гана, Гвинея, Демократична република Конго, Замбия, Зимбабве, Камерун, Кот д'Ивоар, Либерия, Малави, Мозамбик, Свазиленд, Танзания, Того, Централноафриканска република и Южна Африка (Гаутенг, Квазулу-Натал, Лимпопо и Мпумаланга).

## Описание
На дължина достигат до 19,8 cm, а теглото им е максимум 300 g.
Продължителността им на живот е около 5 години.